# Rekordy halového mistrovství Evropy v atletice

## Rekordy šampionátu
Běh na 200 metrů se naposledy na HME konal v roce 2005 a chodecké disciplíny prodělaly derniéru na HME v roce 1994.

### Muži
| Disciplína    | Rekord šampionátu | Atlet                                                          | Místo     | Mistrovství |
| ------------- | ----------------- | -------------------------------------------------------------- | --------- | ----------- |
| 60 m          | 6,46 s            | Dwain Chambers                                                 | Turín     | HME 2009    |
| 200 m         | 20,36 s           | Bruno Marie-Rose                                               | Liévin    | HME 1987    |
| 400 m         | 45,05 s           | Karsten Warholm                                                | Glasgow   | HME 2019    |
| 800 m         | 1:44,78 min.      | Paweł Czapiewski                                               | Vídeň     | HME 2002    |
| 1500 m        | 3:33,95 min.      | Jakob Ingebrigtsen                                             | Istanbul  | HME 2023    |
| 3000 m        | 7:38.42 min.      | Ali Kaya                                                       | Praha     | HME 2015    |
| 60 m př.      | 7,40 s            | Colin Jackson                                                  | Vídeň     | HME 2002    |
| Skok do výšky | 240 cm            | Stefan Holm                                                    | Madrid    | HME 2005    |
| Skok o tyči   | 605 cm            | Armand Duplantis                                               | Toruň     | HME 2021    |
| Skok daleký   | 871 cm            | Sebastian Bayer                                                | Turín     | HME 2009    |
| Trojskok      | 17,92 m           | Teddy Tamgho                                                   | Paříž     | HME 2011    |
| Vrh koulí     | 22,19 m           | Ulf Timmermann                                                 | Liévin    | HME 1987    |
| Sedmiboj      | 6 558 bodů        | Sander Skotheim                                                | Apeldoorn | HME 2025    |
| Chůze na 5 km | 18:19,97 min.     | Giovanni De Benedictis                                         | Janov     | HME 1992    |
| 4×400 m       | 3:02.87 min.      | Belgie Julien Watrin Dylan Borlée Jonathan Borlée Kévin Borlée | Praha     | HME 2015    |

### Ženy
| Disciplína    | Rekord šampionátu | Atlet                                                                       | Místo         | Mistrovství |
| ------------- | ----------------- | --------------------------------------------------------------------------- | ------------- | ----------- |
| 60 m          | 7,00 s            | Nelli Coomanová                                                             | Madrid        | HME 1986    |
| 60 m          | 7,00 s            | Mujinga Kambundjiová                                                        | Istanbul      | HME 2023    |
| 200 m         | 22,39 s           | Marita Kochová                                                              | Budapešť      | HME 1983    |
| 400 m         | 49,59 s           | Jarmila Kratochvílová                                                       | Milán         | HME 1982    |
| 800 m         | 1:55,82 min.      | Jolanda Čeplaková                                                           | Vídeň         | HME 2002    |
| 1500 m        | 4:02,39 min.      | Laura Muirová                                                               | Bělehrad      | HME 2017    |
| 3000 m        | 8:30,61 min.      | Laura Muirová                                                               | Glasgow       | HME 2019    |
| 60 m př.      | 7,67 s            | Ditaji Kambundjiová                                                         | Apeldoorn     | HME 2025    |
| Skok do výšky | 205 cm            | Tia Hellebautová                                                            | Birmingham    | HME 2007    |
| Skok o tyči   | 490 cm            | Jelena Isinbajevová                                                         | Madrid        | HME 2005    |
| Skok daleký   | 730 cm            | Heike Drechslerová                                                          | Budapešť      | HME 1988    |
| Trojskok      | 15,16 m           | Ashia Hansenová                                                             | Valencie      | HME 1998    |
| Vrh koulí     | 21,46 m           | Helena Fibingerová                                                          | San Sebastián | HME 1977    |
| Pětiboj       | 5 055 bodů        | Nafissatou Thiamová                                                         | Istanbul      | HME 2023    |
| Chůze na 3 km | 11:49,99 min.     | Alina Ivanovová                                                             | Janov         | HME 1992    |
| 4×400 m       | 3:24,34 min.      | Nizozemsko Lieke Klaverová Nina Frankeová Cathelijn Peetersová Femke Bolová | Apeldoorn     | HME 2025    |

### Smíšená družstva
| Disciplína                | Rekord šampionátu | Atlet                                                                  | Místo     | Mistrovství |
| ------------------------- | ----------------- | ---------------------------------------------------------------------- | --------- | ----------- |
| Smíšená štafeta 4 × 400 m | 3:15,63 min.      | Nizozemsko Nick Smidt Eveline Saalbergová Tony van Diepen Femke Bolová | Apeldoorn | HME 2025    |